# Kazue Akita
Kazue Akita (穐田和恵, Akita Kazue), née le 23 février 1985 à Ikeda dans la préfecture d'Ōsaka, au Japon, est une chanteuse, idole japonaise du groupe de J-pop SDN48.